# Federação de Voleibol da Moldávia
A Federação de Voleibol da Moldávia  (em romeno:Federaţiei de Volei din Republica Moldova, FVRM) é  uma organização fundada em 1992 que governa a pratica de voleibol da Moldávia, sendo membro da Federação Internacional de Voleibol e da Confederação Européia de Voleibol, a entidade é responsável por organizar  os campeonatos nacionais de  voleibol masculino e feminino no território..